# Guadua uncinata
Guadua uncinata là một loài thực vật có hoa trong họ Hòa thảo. Loài này được London~o & L.G.Clark mô tả khoa học đầu tiên năm 2002.